# Al-Tuwayni
Al-Tuwayni (tiếng Ả Rập: التوينة, cũng đánh vần Tweini) là một ngôi làng ở miền bắc Syria, nằm trong phó huyện Qalaat al-Madiq thuộc huyện al-Suqaylabiyah ở tỉnh Hama. Theo Cục Thống kê Trung ương Syria (CBS), al-Tuwanyi có dân số 2.304 trong cuộc điều tra dân số năm 2004. Cư dân của nó chủ yếu là người Hồi giáo Sunni.